# Fjeldbergøy
Fjeldbergøy ou Nordhusøya en norvégien, est une île dans le landskap Sunnhordland du comté de Vestland. Elle appartient administrativement à Kvinnherad.

## Géographie
Rocheuse et désertique, à fleur d'eau, elle s'étend sur environ 3 km de longueur pour une largeur approximative de 1,6 km. Elle est située au sud de Borgundøya et au nord-est d'Halsnøy dans le Hardangerfjord.
L'île était le point central de la municipalité de Fjelberg (en) et compte environ une centaine d'habitants qui y vivent essentiellement en été pour une quinzaine de permanents.